# 66-й армійський корпус (Третій Рейх)
LXVI-й (66-й) армі́йський ко́рпус (нім. LXVI. Armeekorps) — армійський корпус Вермахту за часів Другої світової війни.

## Історія
LXVI-й армійський корпус був сформований 5 серпня 1944 на території Франції в Клермон-Ферран на основі LXVI-го резервного корпусу.

## Райони бойових дій
- Франція та Арденни (серпень 1944 — січень 1945);
- Західна Німеччина (січень — квітень 1945).

## Командування

### Командири
- генерал артилерії Вальтер Люхт (нім. Walther Lucht) (5 серпня 1944 — березень 1945);
- генерал-лейтенант Герман Флерке (нім. Hermann Flörke) (березень — квітень 1945).

## Бойовий склад 66-го армійського корпусу
Формування управління, забезпечення та підтримки
- 466-те артилерійське командування (Arko 466)
- 466-й корпусний батальйон зв'язку (Korps Nachrichten-Abteilung 466);
- 466-те управління корпусного постачання (Korps-Nachschubtruppen 466).

- 15-та панцергренадерська дивізія (15. Panzergrenadier-Division);
- 21-ша танкова дивізія (21. Panzer-Division);
- 16-та піхотна дивізія (16. Infanterie-Division).

- 16-та піхотна дивізія.

- 2-га танкова дивізія (2. Panzer-Division);
- 91-ша авіапольова дивізія (91. (Luftlande) Infanterie-Division).

- 18-та фольксгренадерська дивізія (18. Volks-Grenadier-Division);
- 62-га фольксгренадерська дивізія (62. Volks-Grenadier-Division).

- 5-та парашутна дивізія (5. FallschirmJäger-Division).

- 277-ма фольксгренадерська дивізія (277. Volks-Grenadier-Division);
- Частини:
  - 9-ї танкової дивізії (9. Panzer-Division);
  - 116-ї танкової дивізії (116. Panzer-Division);
- танкова бригада СС «Вестфалія» (SS-Panzer-Brigade "Westfalen").

- 26-та фольксгренадерська дивізія (26. Volks-Grenadier-Division);
- Частини:
  - 277-ї фольксгренадерської дивізії;
  - 466-ї дивізії (Division Nr. 466);
- 688-ма інженерна бригада (Pionier-Brigade 688);
- Бригада Воргицкі (Brigade Worgitzky).